# معتمدية صفاقس الجنوبية
معتمدية صفاقس الجنوبية إحدى معتمديات الجمهورية التونسية، تابعة لولاية صفاقس.

### مواضيع ذات علاقة
- ولاية صفاقس.